# Usina Hidrelétrica Monte Claro
A Usina Hidrelétrica Monte Claro  está localizada no Rio das Antas, no estado do Rio Grande do Sul, e tem capacidade de geração de 130 MW.
A barragem localiza-se 29° 01' 51" S 51° 31' 20" O na divisa dos municípios de Bento Gonçalves e Veranópolis. O lago possui uma área alagada de 1,4 km² e banha terras dos municípios de Bento Gonçalves, na margem esquerda, e na margem direita banha os múnicípio de Veranópolis e Nova Roma do Sul. A porção final do Rio da Prata também faz parte do lago da usina.
Os geradores localizam-se 29° 01' 23" S 51° 31' 59" O ao final de um túnel de aproximadamente 1300 metros de extensão passado sob a montanha em uma curva em "U" do rio. A altura útil máxima é de 38,5 metros. É operada pela Cia. Energética Rio das Antas (Ceran).